# Георг Лихтенштейнский
Георг Антон Константин Мария Лихтенштейнский, граф Ритберг (нем. Georg Antonius Constantin Maria, род. 20 апреля 1999, Грабс, Санкт-Галлен, Швейцария) ― Представитель дома Лихтенштейнов. Второй сын Алоиза Лихтенштейнского и его жены принцессы Софии Баварской.

## Биография
Георг родился 20 апреля 1999 года. Он был крещен в соборе Святого Флорина 13 мая, архиепископом Вольфгангом Хаасом. Его крестным отцом был его дядя по линии отца, Константин (1972―2023). Занимает 3 место, после своего отца и старшего брата, в линии наследования трона Лихтенштейна, и четвертое место в якобитской линии претендентов на престолы Англии, Шотландии и Ирландии через свою мать.
Сначала он учился в начальной школе Эбенхольца. В 2013 году он поступил в колледж Малверн в Вустершире. В 2017 году получил Международный бакалавриат по экономике, биологии и немецкому языку.
Он получил высшее образование в Университете Санкт-Галлена с 2018 по 2021 год и в Высшей школе коммерции до 2023 года. Затем 5 месяцев работал компании Founders Associate.